# Ottjij dom
Ottjij dom (russisk: Отчий дом, på dansk: Fars Hus) er en sovjetisk spillefilm fra 1959 instrueret af Lev Kulidzjanov. Filmen deltog i konkurrencen om Palme d'Or ved Cannes Film Festival i 1959.

## Handling
Hovedpersonen Tanja blev forælreløs under den store patriotiske krig (2. verdenskrig) og blev adopteret af en velhavende Moskva-familie. Hun opdager, at hun er datter af en ældre landsbykvinde og rejser ud for at besøge hende. Da Tanja ankommer for at besøge sin egen mor, finder hun livet på landet og landbrugskollektivet vanskeligt. Natalja Avdeevna, opdager hun en helt ny verden, på mange måder fremmed for hende. Hun møder også landsbypigen Njura og den lokale formand Sergej Ivanovitj, en tidligere frontlinjesoldat, der kæmpede i dette område. Hun ender med at blive på landet.